# 海軍力

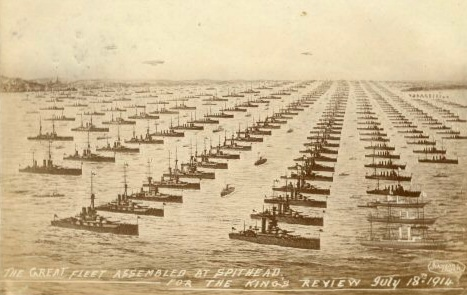
英国大艦隊（1914年）

海軍力（かいぐんりょく、英: Naval power, Military sea power）は、海軍の戦力である。海上戦力とも呼ぶ。

## 概要
海上戦力は戦闘では海戦を実行する。海洋の支配を通じてその海域の水産物や海上交通路の防衛、海洋権益の確保また沿海海域の防衛などの役割を果たすことができる戦力だと考えられている。海軍力とも呼ばれ、シーパワーの基幹的な要素である。海軍艦隊や海上の国境警備隊・沿岸警備隊などの艦艇が海上戦力の大部分を担っている。

## 特性
海上戦力はその活動の領域が海洋であることから、外交的な意味を伴う国際政治性を持っている。これは艦艇がもつ政治的象徴性や国際法的な保護などの政治的、法的、心理的な要素から構成される。また高度な機動性を持っており、海上交通路を活用した世界的な戦略機動力を発揮することが出来る。これは国際政治性とも関連する能力であり、軍事的に緊張が高まっている事態においても部隊全体を統制下に置くことや、世論やマスコミの目を気にせずに撤退することが可能である点から運用において柔軟性も高い。また航空戦力を伴う航空母艦や高度な秘匿性を伴う隠密行動が可能な潜水艦などの発達に伴って海上戦力の内容も非常に多様化している。